# Connex Vosges
Connex Vosges est une filiale de Transdev. Elle gère vingt lignes régulières du réseau de transport interurbain en autocar dans le département des Vosges ainsi que deux lignes régionales Métrolor. Son siège social se situe à Épinal.

## Lignes de bus de l'entreprise

### Lignes interurbaines
- Ligne 1 : Épinal - Remiremont - Gérardmer - Colmar
- Ligne 2 : Épinal - Remiremont - Bussang - Thann
- Ligne 3 : Épinal - Remiremont - La Bresse / Ventron
- Ligne 4 : Épinal - Monthureux-sur-Saône
- Ligne 5 : Épinal - Bruyères
- Ligne 6 : Épinal - Remiremont - Plombières-les-Bains - Le Val-d'Ajol
- Ligne 7/8 : Épinal - Rambervillers - Raon-l'Étape
- Ligne 9 : Épinal - Contrexéville
- Ligne 10 : Remiremont - Basse-sur-le-Rupt - Gérardmer
- Ligne 11 : Le Thillot - La Bresse - Gérardmer
- Ligne 17 : Gérardmer - Corcieux / Anould - Saint-Dié-des-Vosges
- Ligne 23 : Raon-l'Étape - Raon-sur-Plaine
- Ligne 24 : Habeaurupt - Plainfaing - Fraize - Saint-Dié-des-Vosges
- Ligne 25 : Saint-Dié-des-Vosges - Raon-l'Étape - Rambervillers - Sainte-Hélène
- Ligne 28 : Grandvillers - Bruyères - Gérardmer
- Ligne 29 : Épinal - Gérardmer
- Ligne 43 : Épinal - Sercœur / Châtel-sur-Moselle
- Ligne 45 : Bruyères - Brouvelieures - Sainte-Hélène - Rambervillers
- Ligne 47 : Contrexéville - Bulgnéville - Nijon - Neufchâteau
- Ligne 66 : Saint-Dié-des-Vosges - Moyenmoutier - Senones - Belval

### Lignes Métrolor (TER Lorraine)
- Ligne 8 : Remiremont - La Bresse
- Ligne 9 : Remiremont - Bussang

### Lignes urbaines
- Saint-Dié-des-Vosges (Déobus)
  - Ligne 1 : Alsace - Saint-Roch - Hellieule Mauss
  - Ligne 2 : Paradis - Centre-ville - Hellieule Mauss
  - Ligne 3 : Clos du Concours - Centre-ville - Hellieule Mauss
  - Ligne 4 : Les Trois Scieries - Hellieule Mauss - Saint-Martin
  - Ligne 5 : Le Villé - Hellieule Mauss - Saint-Martin
  - Ligne 6 : Foucharupt - Saint-Martin
  - Ligne 7 : Foucharupt - Centre-ville

- Remiremont (Remiremont bus)
  - Ligne A : Sapin le Roy - Bussang
  - Ligne B : Sapin le Roy - Maldoyenne